# Lijst van senatoren uit Wisconsin

Zegel van de staat Wisconsin

Dit is een lijst van de senatoren voor de Amerikaanse staat Wisconsin. De senatoren voor Wisconsin zijn ingedeeld als Klasse I en Klasse III. De twee huidige senatoren voor Wisconsin zijn: Ron Johnson van de Republikeinse Partij senator sinds 2011 de (senior senator) en Tammy Baldwin van de Democratische Partij senator sinds 2013 de (junior senator).
Prominenten die hebben gediend als senator voor Wisconsin zijn onder anderen: Matthew Carpenter (prominent politicus), Robert La Follette (genomineerd presidentskandidaat), Robert La Follette jr. (prominent politicus), Joseph McCarthy (prominent politicus), Herb Kohl (prominent politicus), Tammy Baldwin (eerste openlijke lesbische senator), Charles Durkee (later gouverneur van Utah), William Vilas (eerder minister van Binnenlandse Zaken), Irvine Lenroot (later rechter voor het Hof van Beroep voor het federale circuit), Ryan Duffy (later rechter voor het Hof van Beroep voor het 7e circuit), Gaylord Nelson (prominent milieuactivist) en Russ Feingold (prominent politicus).

## Klasse I
| Nr.    | Senator voor Wisconsin Senator from Wisconsin | Senator voor Wisconsin Senator from Wisconsin | Senator voor Wisconsin Senator from Wisconsin | Ambtstermijn      | Ambtstermijn   | Partij(en)  | Verkiezing(en) |
| ------ | --------------------------------------------- | --------------------------------------------- | --------------------------------------------- | ----------------- | -------------- | ----------- | -------------- |
| 1      |                                               | Henry Dodge                                   | Henry Dodge (1782–1867)                       | 8 juni 1848       | 4 maart 1857   | D           | 1848           |
| 1      | 1851                                          | Henry Dodge                                   | Henry Dodge (1782–1867)                       | 8 juni 1848       | 4 maart 1857   | D           |                |
| 2      |                                               | James Doolittle                               | James Doolittle (1815–1897)                   | 4 maart 1857      | 4 maart 1869   | R           | 1857           |
| 2      | 1863                                          | James Doolittle                               | James Doolittle (1815–1897)                   | 4 maart 1857      | 4 maart 1869   | R           |                |
| 3      |                                               | Matthew Carpenter                             | Matthew Carpenter (1824–1881)                 | 4 maart 1869      | 4 maart 1875   | R           | 1869           |
| 4      |                                               | Angus Cameron                                 | Angus Cameron (1824–1897)                     | 4 maart 1875      | 4 maart 1881   | R           | 1875           |
| 5      |                                               | Philetus Sawyer                               | Philetus Sawyer (1816–1900)                   | 4 maart 1881      | 4 maart 1893   | R           | 1881           |
| 5      | 1887                                          | Philetus Sawyer                               | Philetus Sawyer (1816–1900)                   | 4 maart 1881      | 4 maart 1893   | R           |                |
| 6      |                                               | John Lendrum Mitchell                         | John Lendrum Mitchell (1842–1904)             | 4 maart 1893      | 4 maart 1899   | D           | 1893           |
| 7      |                                               | Joseph Quarles                                | Joseph Quarles (1843–1911)                    | 4 maart 1899      | 4 maart 1905   | R           | 1899           |
| Vacant |                                               |                                               |                                               |                   |                |             |                |
| 8      |                                               | Robert La Follette                            | Robert La Follette (1855–1925)                | 4 januari 1906    | 18 juni 1925   | R (1906–24) | 1905           |
| 8      | 1911                                          | Robert La Follette                            | Robert La Follette (1855–1925)                | 4 januari 1906    | 18 juni 1925   | R (1906–24) |                |
| 8      | 1916                                          | Robert La Follette                            | Robert La Follette (1855–1925)                | 4 januari 1906    | 18 juni 1925   | R (1906–24) |                |
| 8      | 1922                                          | Robert La Follette                            | Robert La Follette (1855–1925)                | 4 januari 1906    | 18 juni 1925   | R (1906–24) |                |
| 8      | P (1924–25)                                   | Robert La Follette                            | Robert La Follette (1855–1925)                | 4 januari 1906    | 18 juni 1925   |             |                |
| Vacant |                                               |                                               |                                               |                   |                |             |                |
| 9      |                                               | Robert La Follette jr.                        | Robert La Follette jr. (1895–1953)            | 30 september 1925 | 3 januari 1947 | R (1925–34) | 1925           |
| 9      | 1928                                          | Robert La Follette jr.                        | Robert La Follette jr. (1895–1953)            | 30 september 1925 | 3 januari 1947 | R (1925–34) |                |
| 9      |                                               | Robert La Follette jr.                        | Robert La Follette jr. (1895–1953)            | 30 september 1925 | 3 januari 1947 | P (1934–47) | 1934           |
| 9      | 1940                                          | Robert La Follette jr.                        | Robert La Follette jr. (1895–1953)            | 30 september 1925 | 3 januari 1947 | P (1934–47) |                |
| 10     |                                               | Joseph McCarthy                               | Joseph McCarthy (1908–1957)                   | 3 januari 1947    | 2 mei 1957     | R           | 1946           |
| 10     | 1952                                          | Joseph McCarthy                               | Joseph McCarthy (1908–1957)                   | 3 januari 1947    | 2 mei 1957     | R           |                |
| Vacant |                                               |                                               |                                               |                   |                |             |                |
| 11     |                                               | Bill Proxmire                                 | Bill Proxmire (1915–2005)                     | 30 augustus 1957  | 3 januari 1989 | D           | 1957           |
| 11     | 1958                                          | Bill Proxmire                                 | Bill Proxmire (1915–2005)                     | 30 augustus 1957  | 3 januari 1989 | D           |                |
| 11     | 1964                                          | Bill Proxmire                                 | Bill Proxmire (1915–2005)                     | 30 augustus 1957  | 3 januari 1989 | D           |                |
| 11     | 1970                                          | Bill Proxmire                                 | Bill Proxmire (1915–2005)                     | 30 augustus 1957  | 3 januari 1989 | D           |                |
| 11     | 1976                                          | Bill Proxmire                                 | Bill Proxmire (1915–2005)                     | 30 augustus 1957  | 3 januari 1989 | D           |                |
| 11     | 1982                                          | Bill Proxmire                                 | Bill Proxmire (1915–2005)                     | 30 augustus 1957  | 3 januari 1989 | D           |                |
| 12     |                                               | Herb Kohl                                     | Herb Kohl (1935–2023)                         | 3 januari 1989    | 3 januari 2013 | D           | 1988           |
| 12     | 1994                                          | Herb Kohl                                     | Herb Kohl (1935–2023)                         | 3 januari 1989    | 3 januari 2013 | D           |                |
| 12     | 2000                                          | Herb Kohl                                     | Herb Kohl (1935–2023)                         | 3 januari 1989    | 3 januari 2013 | D           |                |
| 12     | 2006                                          | Herb Kohl                                     | Herb Kohl (1935–2023)                         | 3 januari 1989    | 3 januari 2013 | D           |                |
| 13     |                                               | Tammy Baldwin                                 | Tammy Baldwin (1962)                          | 3 januari 2013    | heden          | D           | 2012           |
| 13     | 2018                                          | Tammy Baldwin                                 | Tammy Baldwin (1962)                          | 3 januari 2013    | heden          | D           |                |
| 13     | 2024                                          | Tammy Baldwin                                 | Tammy Baldwin (1962)                          | 3 januari 2013    | heden          | D           |                |

## Klasse III
| Nr.    | Senator voor Wisconsin Senator from Wisconsin | Senator voor Wisconsin Senator from Wisconsin | Senator voor Wisconsin Senator from Wisconsin | Ambtstermijn   | Ambtstermijn     | Partij(en) | Verkiezing(en) |
| ------ | --------------------------------------------- | --------------------------------------------- | --------------------------------------------- | -------------- | ---------------- | ---------- | -------------- |
| 1      |                                               | Isaac Walker                                  | Isaac Walker (1815–1872)                      | 8 juni 1848    | 4 maart 1855     | D          | 1848           |
| 1      | 1849                                          | Isaac Walker                                  | Isaac Walker (1815–1872)                      | 8 juni 1848    | 4 maart 1855     | D          |                |
| 2      |                                               | Charles Durkee                                | Charles Durkee (1805–1870)                    | 4 maart 1855   | 4 maart 1861     | R          | 1854           |
| 3      |                                               | Timothy Howe                                  | Timothy Howe (1816–1883)                      | 4 maart 1861   | 4 maart 1879     | R          | 1861           |
| 3      | 1866                                          | Timothy Howe                                  | Timothy Howe (1816–1883)                      | 4 maart 1861   | 4 maart 1879     | R          |                |
| 3      | 1872                                          | Timothy Howe                                  | Timothy Howe (1816–1883)                      | 4 maart 1861   | 4 maart 1879     | R          |                |
| 4      |                                               | Matthew Carpenter                             | Matthew Carpenter (1824–1881)                 | 4 maart 1879   | 24 februari 1881 | R          | 1879           |
| Vacant |                                               |                                               |                                               |                |                  |            | 1879           |
| 5      |                                               | Angus Cameron                                 | Angus Cameron (1824–1897)                     | 14 maart 1881  | 4 maart 1885     | R          | 1881           |
| 6      |                                               | John Spooner                                  | John Spooner (1843–1919)                      | 4 maart 1885   | 4 maart 1891     | R          | 1885           |
| 7      |                                               | William Vilas                                 | William Vilas (1840–1908)                     | 4 maart 1891   | 4 maart 1897     | D          | 1890           |
| 8      |                                               | John Spooner                                  | John Spooner (1843–1919)                      | 4 maart 1897   | 30 april 1907    | R          | 1897           |
| 8      | 1903                                          | John Spooner                                  | John Spooner (1843–1919)                      | 4 maart 1897   | 30 april 1907    | R          |                |
| Vacant |                                               |                                               |                                               |                |                  |            |                |
| 9      |                                               | Isaac Stephenson                              | Isaac Stephenson (1829–1918)                  | 17 mei 1907    | 4 maart 1915     | R          | 1907           |
| 9      | 1909                                          | Isaac Stephenson                              | Isaac Stephenson (1829–1918)                  | 17 mei 1907    | 4 maart 1915     | R          |                |
| 10     |                                               | Paul Husting                                  | Paul Husting (1866–1917)                      | 4 maart 1915   | 21 oktober 1917  | D          | 1914           |
| Vacant |                                               |                                               |                                               |                |                  |            | 1914           |
| 11     |                                               | Irvine Lenroot                                | Irvine Lenroot (1869–1949)                    | 18 april 1918  | 4 maart 1927     | R          | 1918           |
| 11     | 1920                                          | Irvine Lenroot                                | Irvine Lenroot (1869–1949)                    | 18 april 1918  | 4 maart 1927     | R          |                |
| 12     |                                               | John Blaine                                   | John Blaine (1875–1934)                       | 4 maart 1927   | 4 maart 1933     | R          | 1926           |
| 13     |                                               | Ryan Duffy                                    | Ryan Duffy (1888–1979)                        | 4 maart 1933   | 3 januari 1939   | D          | 1932           |
| 14     |                                               | Alexander Wiley                               | Alexander Wiley (1884–1967)                   | 3 januari 1939 | 3 januari 1963   | R          | 1938           |
| 14     | 1944                                          | Alexander Wiley                               | Alexander Wiley (1884–1967)                   | 3 januari 1939 | 3 januari 1963   | R          |                |
| 14     | 1950                                          | Alexander Wiley                               | Alexander Wiley (1884–1967)                   | 3 januari 1939 | 3 januari 1963   | R          |                |
| 14     | 1956                                          | Alexander Wiley                               | Alexander Wiley (1884–1967)                   | 3 januari 1939 | 3 januari 1963   | R          |                |
| 15     |                                               | Gaylord Nelson                                | Gaylord Nelson (1916–2005)                    | 3 januari 1963 | 3 januari 1981   | D          | 1962           |
| 15     | 1968                                          | Gaylord Nelson                                | Gaylord Nelson (1916–2005)                    | 3 januari 1963 | 3 januari 1981   | D          |                |
| 15     | 1974                                          | Gaylord Nelson                                | Gaylord Nelson (1916–2005)                    | 3 januari 1963 | 3 januari 1981   | D          |                |
| 16     |                                               | Bob Kasten                                    | Bob Kasten (1942)                             | 3 januari 1981 | 3 januari 1993   | R          | 1980           |
| 16     | 1986                                          | Bob Kasten                                    | Bob Kasten (1942)                             | 3 januari 1981 | 3 januari 1993   | R          |                |
| 17     |                                               | Russ Feingold                                 | Russ Feingold (1953)                          | 3 januari 1993 | 3 januari 2011   | D          | 1992           |
| 17     | 1998                                          | Russ Feingold                                 | Russ Feingold (1953)                          | 3 januari 1993 | 3 januari 2011   | D          |                |
| 17     | 2004                                          | Russ Feingold                                 | Russ Feingold (1953)                          | 3 januari 1993 | 3 januari 2011   | D          |                |
| 18     |                                               | Ron Johnson                                   | Ron Johnson (1955)                            | 3 januari 2011 | heden            | R          | 2010           |
| 18     | 2016                                          | Ron Johnson                                   | Ron Johnson (1955)                            | 3 januari 2011 | heden            | R          |                |
| 18     | 2022                                          | Ron Johnson                                   | Ron Johnson (1955)                            | 3 januari 2011 | heden            | R          |                |

Alabama: Tuberville (R) · Britt (R)
Alaska: Murkowski (R) · Sullivan (R)
Arizona: Kelly (D) · Gallego (D)
Arkansas: Boozman (R) · Cotton (R)
Californië: Padilla (D) · Schiff (D)
Colorado: Bennet (D) · Hickenlooper (D)
Connecticut: Blumenthal (D) · Murphy (D)
Delaware: Coons (D) · Blunt Rochester (D)
Florida: R. Scott (R) · Moody (R)
Georgia: Ossoff (D) · Warnock (D)
Hawaï: Schatz (D) · Hirono (D)
Idaho: Crapo (R) · Risch (R)
Illinois: Durbin (D) · Duckworth (D)
Indiana: Young (R) · Banks (R)
Iowa: Grassley (R) · Ernst (R)
Kansas: Moran (R) · Marshall (R)
Kentucky: McConnell (R) · Paul (R)
Louisiana: Cassidy (R) · Kennedy (R)
Maine: Collins (R) · King (O)
Maryland: Van Hollen (D) · Alsobrooks (D)
Massachusetts: Warren (D) · Markey (D)
Michigan: Peters (D) · Slotkin (D)
Minnesota: Klobuchar (D) · Smith (D)
Mississippi: Wicker (R) · Hyde-Smith (R)
Missouri: Hawley (R) · Schmitt (R)
Montana: Daines (R) · Sheehy (R)
Nebraska: Fischer (R) · Ricketts (R)
Nevada: Cortez Masto (D) · Rosen (D)
New Hampshire: Shaheen (D) · Hassan (D)
New Jersey: Booker (D) · Kim (D)
New Mexico: Heinrich (D) · Luján (D)
New York: Schumer (D) · Gillibrand (D)
North Carolina: Tillis (R) · Budd (R)
North Dakota: Hoeven (R) · Cramer (R)
Ohio: Moreno (R) · Husted (R)
Oklahoma: Lankford (R) · Mullin (R)
Oregon: Wyden (D) · Merkley (D)
Pennsylvania: Fetterman (D) · McCormick (R)
Rhode Island: Reed (D) · Whitehouse (D)
South Carolina: Graham (R) · T. Scott (R)
South Dakota: Thune (R) · Rounds (R)
Tennessee: Blackburn (R) · Hagerty (R)
Texas: Cornyn (R) · Cruz (R)
Utah: Lee (R) · Curtis (R)
Vermont: Sanders (O) · Welch (D)
Virginia: Warner (D) · Kaine (D)
Washington: Murray (D) · Cantwell (D)
West Virginia: Moore Capito (R) · Justice (R)
Wisconsin: Johnson (R) · Baldwin (D)
Wyoming: Barrasso (R) · Lummis (R)
(D): Democraat · (R): Republikein · (O): Onafhankelijk